# Andrew Stunnel
Andrew Stunnel es un deportista australiano que compitió en remo. Ganó una medalla de plata en el Campeonato Mundial de Remo de 1994, en la prueba de cuatro sin timonel ligero.

## Palmarés internacional
| Campeonato Mundial | Campeonato Mundial            | Campeonato Mundial | Campeonato Mundial        |
| Año                | Lugar                         | Medalla            | Prueba                    |
| ------------------ | ----------------------------- | ------------------ | ------------------------- |
| 1994               | Indianápolis (Estados Unidos) | Medalla de plata   | Cuatro sin timonel ligero |